# 류상운 약재집 초고본
류상운 약재집 초고본(柳尙運 約齋集 草藁本)은 대한민국 경기도 양평군 옥천면 용천리에 있는 조선시대의 책이다. 2011년 3월 8일 경기도의 유형문화재 제251호로 지정되었다.

## 개요
본 문집의 집일본이 아닌 저자의 자편초고를 바탕으로 성서가 되었다는 점과, 성서 시기도 18세기에 전반부로 추정되며, 특히 전사본이 없는 유일본이라는 점에서 가치가 인정된다.

## 참고 자료
- 류상운 약재집 초고본 - 국가유산청 국가유산포털